# كيفن ميندي
كيفن ميندي (بالفرنسية: Kevin Mendy)‏ (18 مايو 1992 في فرنسا - ) هو لاعب كرة سلة فرنسي في مركز هجوم صغير الجسم. لعب مع SOMB Boulogne-sur-Mer ‏.

## وصلات خارجية
- كيفن ميندي على موقع الاتحاد الدولي لكرة السلة (الإنجليزية)
- كيفن ميندي على موقع كرة السلة الأوروبية.كوم (الإنجليزية)
- كيفن ميندي على موقع ريلجم (الإنجليزية)
- كيفن ميندي على موقع بروبوليرز (الإنجليزية)
- كيفن ميندي على موقع سبورتس رفرنس (الإنجليزية)